# Гвімралаурі
Гвімралаурі (груз. გვიმრალაური) — село в Грузії.
За даними перепису населення 2014 року в селі проживає 746 осіб.